# She Came Home for Christmas
She Came Home for Christmas (Тя дойде у дома за Коледа) – вторият сингъл на групата Mew. Издаден е през 1997 година и преиздаден през 2003. Песента е класирана на 55 място в UK Singles Chart.

## Видеоклип
Видеото е заснето през 2002 година. В началото на сцената се появява добрата фея, а малко по-късно – и мъж в костюм на мечка, който започва да танцува с момичето. В средата на видеото се появява злата фея с вълшебна топка в ръка и по-късно убива мечката. След това на сцената започват да растат растения и злата фея се превръща в дърво. Всичко това се преплита с групови танци на фона на падащия сняг. В края на видеото се появява момиче с мече-играчка, което получава като подарък за Коледа.